# Yves Van Haëcke
Yves Van Haëcke, né le 14 avril 1944 à Riom (Puy-de-Dôme) et mort le 5 mars 2010 dans le 14e arrondissement de Paris, est un homme politique français.

## Biographie
Yves Van Haëcke est inspecteur général de l'agriculture. Il a également exercé la fonction de sous-préfet de l'Avallonnais-Tonnerrois.
En 1993, Yves Van Haëcke est élu député de l'Yonne, sous la double étiquette du RPR et de l'UDF. Deux ans plus tard, il devient maire d'Avallon en présentant une liste RPR, succédant ainsi au socialiste Léo Grézard. 
La dissolution de 1997 lui fait perdre son siège de député au profit de Jean-Yves Caullet. 
En 2001, il perd son siège de maire au profit de Jean-Yves Caullet. Il restera conseiller municipal jusqu'en 2008 (fin du mandat) mais renonce à la vie politique nationale. Il reste toutefois impliqué au ministère de l'Agriculture (notamment sur la Politique agricole commune), jusqu'à son décès en 2010.